# Hermann Wartmann
Hermann Wartmann (* 9. Dezember 1835 in St. Gallen, heimatberechtigt ebenda; † 18. Februar 1929 ebenda) war ein Schweizer Historiker und Politiker.

## Leben und Werk

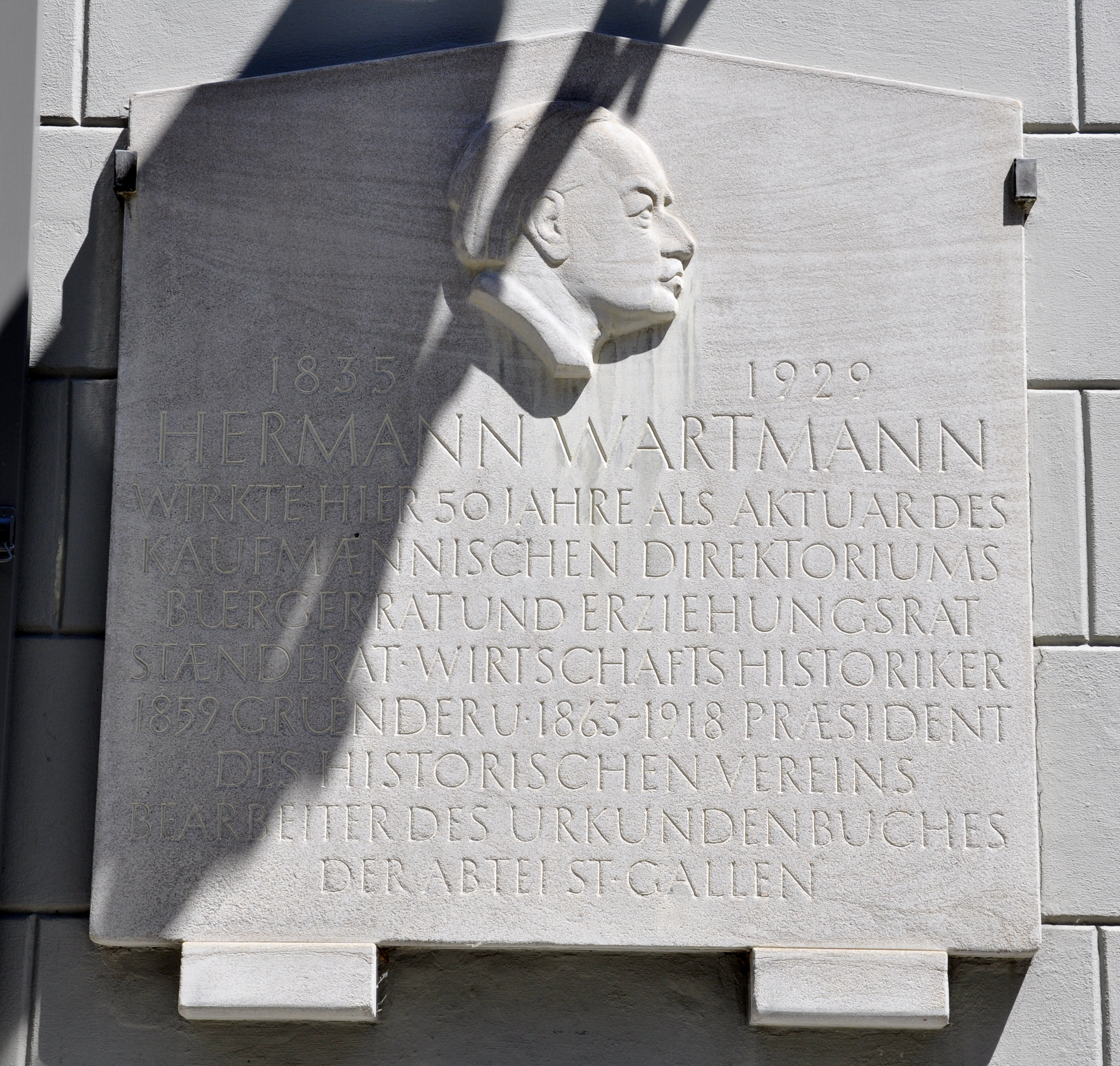
Gedenkstein für Hermann Wartmann in St. Gallen

Jakob Hermann Wartmann wuchs in St. Gallen auf. Seine Eltern waren Jakob Wartmann und  Anna Wartmann-Wild, Tochter des Bernhard Wild. Er studierte Geschichte und Philologie in Zürich, Bonn und Göttingen. In Zürich wurde er 1859 zum Dr. phil. promoviert. Anschliessend war er Bürgerratsschreiber in St. Gallen. Von 1863 bis 1913 amtete er als Aktuar des Kaufmännischen Directoriums St. Gallen, der ältesten Handelskammer der Schweiz. Auch war er ab 1867 Bürgerrat der Stadt St. Gallen. 1879 wurde er als liberaler sankt-gallischer Kantonsrat gewählt. Daraufhin wirkte er während zwei Jahren als Ständerat des Kantons St. Gallen. Von 1891 bis 1918 war Wartmann kantonaler Erziehungsrat.
Kritik an Hermann Wartmann bezog sich auf seine Ämterkumulation, seine ideologische Parteinahme für das Deutsche Reich während des Ersten Weltkriegs und Auseinandersetzungen mit der Lehrerschaft der Kantonsschule am Burggraben.

## Weitere Tätigkeiten
- Wartmann war 1859 Mitinitiator des Historisch-philologisch-philosophischen Lesevereins als Vorläufer des Historischen Vereins des Kantons St. Gallen. 1861 wurde die Umbenennung in Historischer Verein vorgenommen. Wartmann war dessen prägender Präsident von 1863 bis 1918 als Nachfolger von Friedrich von Tschudi.
- Wartmann war 1868 Gründungsmitglied des Vereins für Geschichte des Bodensees und seiner Umgebung und wurde 1918 zum Ehrenmitglied ernannt.[6]
- Gesellschaftsrat der Allgemeinen Geschichtsforschenden Gesellschaft der Schweiz.

## Privat
Hermann Wartmann war verheiratet mit Louise Hochreutiner. Ihr Sohn war Jakob Wilhelm Wartmann, erster Direktor des Kunstmuseums Zürich.

## Veröffentlichungen
- Der Vortrag Wartmanns Aus der Urzeit des Schweizer Landes wurde gedruckt und 1861 als erstes Neujahrsblatt des Historischen Vereins veröffentlicht.[7]
- Autor einer Serie zur industriellen Entwicklung des Kantons St. Gallen: Industrie und Handel des Kantons St. Gallen 1891–1900
- Wartmann, Hermann. Veröffentlichungen im Katalog der SNB. helveticat.ch, abgerufen am 16. Oktober 2024

## Auszeichnung
- 1903 Ehrendoktorat (Dr. h. c.) der Universität Bern.